# Cuadrilla de Gorbeialdea
La Cuadrilla de Gorbeialdea (en euskera Gorbeialdeako Kuadrilla) es una comarca del País Vasco; concretamente del territorio histórico de Álava. Es una de las siete comarcas o cuadrillas en las que se divide la provincia de Álava. A esta comarca se la suele conocer también como Zuya (en euskera Zuia). La capital comarcal es Murguía en el municipio de Zuya. Cuenta con una población de 9.623 habitantes (INE 2014). Hasta mayo de 2016 su denominación oficial era Cuadrilla de Zuya/Zuiako kuadrilla.
Parte de los parques naturales de Gorbea y Urquiola se extienden por esta comarca.
En esta comarca se encuentran los 3 pantanos de Alava: Ullíbarri-Gamboa, Urrunaga y Albina.
Los municipios que componen la Cuadrilla de Gorbeialdea son:
| # | Municipio                | Concejos | Alcalde                             | Partido Político      | Población (2017) | % Población | Territorio km² |
| - | ------------------------ | --- | ----------------------------------- | --------------------- | ---------------- | ----------- | -------------- |
| 1 | Aramayona                | Olaeta | Lierni Altuna Ugarte                | EH Bildu              | 1.496            | 15,45       | 73,27          |
| 2 | Arrazua-Ubarrundia       | Arroyabe Arzubiaga Betolaza Ciriano Durana Landa Luco Mendívil Ullíbarri-Gamboa Zurbano                                                               | Blanca Antepara Uribe               | EAJ-PNV               | 976              | 10,08       | 57,41          |
| 3 | Villarreal de Álava      | Elosu Gojáin Legutio Urbina Urrúnaga | César Fernández de Gamarra Egurrola | EH Bildu              | 1.800            | 18,59       | 45,85          |
| 4 | Urcabustaiz              | Abecia Abornikano Beluntza Gujuli-Ondona Inoso Izarra Larrazcueta Oyardo Unzá-Apreguíndana Uzkiano                                                    | Xabier Álvarez de Arcaya            | EH Bildu              | 1.330            | 13,73       | 60,49          |
| 5 | Cigoitia                 | Acosta Apodaka Berrícano Buruaga Cestafe Echagüen (Cigoitia) Echávarri-Viña Eribe Gopegui Letona Manurga Mendarózqueta Murúa Olano Ondátegui Záitegui | Javier Gorbeña García               | EAJ-PNV + PSE-EE-PSOE | 1.766            | 18,24       | 102,07         |
| 6 | Zuya                     | Amézaga de Zuya Aperregui Domaiquia Guillerna Jugo Luquiano Marquina Murguía Sarría Vitoriano Zárate                                                  | Unai Gutiérrez Urkiza               | EH Bildu              | 2.316            | 23,92       | 122,49         |
|   | Cuadrilla de Gorbeialdea | |                                     |                       | 9.684            | 100         | 461,58         |

## Localidades de la Cuadrilla de Gorbeialdea con más de 100 habitantes
|    | Nombre localidad        | Nombre oficial                       | Municipio           | Población 2019 |
| 1  | Villarreal              | Legutio                              | Villareal de Álava  | 1.533          |
| 2  | Murguía                 | Murgia                               | Zuya                | 1.099          |
| 3  | Izarra                  | Izarra                               | Urcabustaiz         | 1.028          |
| 4  | Ibarra                  | Ibarra                               | Aramayona           | 876            |
| 5  | Durana                  | Durana                               | Arrazua-Ubarrundia  | 341            |
| 6  | Echávarri-Viña          | Etxabarri Ibiña                      | Cigoitia            | 320            |
| 7  | Vitoriano               | Bitoriano                            | Zuya                | 290            |
| 8  | Zurbano                 | Zurbano/Zurbao                       | Arrazua-Ubarrundia  | 268            |
| 9  | Sarría                  | Sarria                               | Zuya                | 265            |
| 10 | Amézaga de Zuya         | Ametzaga Zuia                        | Zuya                | 263            |
| 11 | Gopegui                 | Gopegi                               | Cigoitia            | 263            |
| 12 | Ondátegui               | Ondategi                             | Cigoitia            | 166            |
| 13 | Apodaca                 | Apodaka                              | Cigoitia            | 151            |
| 14 | Azcoaga                 | Azkoaga                              | Aramayona           | 146            |
| 15 | Murúa                   | Murua                                | Cigoitia            | 142            |
| 16 | Urbina                  | Urbina                               | Villarreal de Álava | 135            |
| 17 | Berrícano               | Berrikano                            | Cigoitia            | 134            |
| 18 | Olaeta                  | Oleta                                | Aramayona           | 121            |
| 19 | Urrúnaga                | Urrunaga                             | Villarreal de Álava | 109            |
| 20 | Elosu                   | Elosu                                | Villarreal de Álava | 88             |
| 21 | Echagüen                | Etxaguen                             | Cigoitia            | 86             |
| 22 | Arroyabe                | Arroiabe                             | Arrazua-Ubarrundia  | 82             |
| 23 | Barajuén                | Barajuen                             | Aramayona           | 81             |
| 24 | Manurga                 | Manurga                              | Cigoitia            | 80             |
| 25 | Marquina                | Markina                              | Zuya                | 73             |
| 26 | Uncella                 | Untzilla                             | Aramayona           | 72             |
| 27 | Ullívarri-Gamboa        | Ullivarri-Gamboa                     | Arrazua-Ubarrundia  | 71             |
| 28 | Uríbarri                | Uribarri                             | Aramayona           | 71             |
| 29 | Acosta                  | Acosta/Okoizta                       | Cigoitia            | 67             |
| 30 | Domaiquia               | Domaikia                             | Zuya                | 65             |
| 31 | Eribe                   | Eribe                                | Cigoitia            | 65             |
| 32 | Luco                    | Luko                                 | Arrazua-Ubarrundia  | 62             |
| 33 | Abornicano              | Abornikano                           | Urcabustaiz         | 61             |
| 34 | Gujuli-Ondona           | Goiuri-Ondona                        | Urcabustaiz         | 58             |
| 35 | Guillerna               | Guillerna/Gilierna                   | Zuya                | 54             |
| 36 | Unzaga                  | Untza                                | Urcabustaiz         | 54             |
| 37 | Aréjola                 | Arexola                              | Aramayona           | 53             |
| 38 | Mendarózqueta           | Mendarozketa                         | Cigoitia            | 50             |
| 39 | Luquiano                | Lukiano                              | Zuya                | 46             |
| 40 | Mendívil                | Mendibil                             | Arrazua-Ubarrundia  | 42             |
| 41 | Abecia                  | Abezia                               | Urcabustaiz         | 41             |
| 42 | Aperregui               | Aperregi                             | Zuya                | 41             |
| 43 | Buruaga                 | Buruaga                              | Cigoitia            | 41             |
| 44 | Letona                  | Letona                               | Cigoitia            | 41             |
| 45 | Záitegui                | Zaitegi                              | Cigoitia            | 40             |
| 46 | Landa                   | Landa                                | Arrazua-Ubarrundia  | 38             |
| 47 | Cestafe                 | Zestafe                              | Cigoitia            | 36             |
| 48 | Jugo                    | Jugo                                 | Zuya                | 36             |
| 49 | Oyardo                  | Oiardo                               | Urcabustaiz         | 35             |
| 50 | Zárate                  | Zarate                               | Zuya                | 35             |
| 51 | Belunza                 | Beluntza                             | Urcabustaiz         | 32             |
| 52 | Betolaza                | Betolaza                             | Arrazua-Ubarrundia  | 28             |
| 53 | Ganzaga                 | Gantzaga                             | Aramayona           | 28             |
| 54 | Larrínoa                | Larrinoa                             | Cigoitia            | 28             |
| 55 | Inoso                   | Inoso                                | Urcabustaiz         | 26             |
| 56 | Arzubiaga               | Arzubiaga                            | Arrazua-Ubarrundia  | 23             |
| 57 | Altube                  | Altube                               | Zuya                | 22             |
| 58 | Olano                   | Olano                                | Cigoitia            | 22             |
| 59 | Gojáin                  | Goiain                               | Villarreal de Álava | 20             |
| 60 | Echagüen                | Etxaguen                             | Aramayona           | 19             |
| 61 | Uzquiano                | Uzkiano                              | Urcabustaiz         | 19             |
| 62 | Nanclares de Gamboa     | Nanclares de Gamboa / Langara Ganboa | Arrazua-Ubarrundia  | 18             |
| 63 | Diseminados de Cigoitia | Diseminados de Cigoitia              | Cigoitia            | 15             |
| 64 | Larrazcueta             | Larrazkueta                          | Urcabustaiz         | 14             |
| 65 | Ciorraga                | Ziorraga                             | Zuya                | 13             |
| 66 | Ciriano                 | Ziriano                              | Arrazua-Ubarrundia  | 7              |
| 67 | Apreguíndana            | Apregindana                          | Urcabustaiz         | 3              |